# 絲瓦拉·巴斯卡
絲瓦拉·巴斯卡（英語：Swara Bhaskar，1988年4月9日—）是印度女演員，她主要在寶萊塢電影擔任配角和獨立電影的女主角。
她較受歡迎的電影有《Tanu Weds Manu》（2011）和《Raanjhanaa》（2013）等等。
她的父亲Chitrapu Uday Bhaskar是印度最頂尖的智庫學者之一，母親亦是一名大學教授。

## 外部連結
- 絲瓦拉·巴斯卡在互联网电影资料库（IMDb）上的資料（英文）